# 王鉴 (刘宋)
王鉴（？—？），琅邪临沂人，王导曾孙，王默之子，王惠的哥哥。

## 生平
义熙年间，王鉴与弟弟王惠都历任显要的官职。王鉴相当爱好聚集财富，广泛的经营田庄。王惠与王鉴的爱好非常不同，对王鉴说：“为什么要田地？”王鉴愤怒的回答：“没有田地哪来的食物!”王惠又说：“为什么要食物呢？”